# Franz Morak

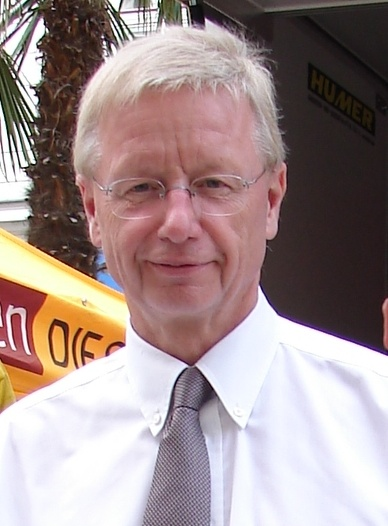
Franz Morak (2006)

Franz Morak (* 25. Mai 1946 in Graz) ist ein österreichischer Schauspieler, Sänger und Politiker der ÖVP.

## Künstlerische Karriere
Nach Schauspiel- und Regiestudium an der Universität für Musik und darstellende Kunst in Graz und als Hörer am Reinhardtseminar in Wien war Morak als Sänger und Songwriter, Schauspieler, Regisseur an mehreren Theatern sowie Darsteller in TV-, Hörfunk- und Filmproduktionen tätig. Seit 1974 ist Morak Mitglied des Burgtheaters. Er reüssierte als Nestroy-Darsteller und gelangte als Brechts „Arturo Ui“ bis zum Berliner Theatertreffen. Als Regisseur verantwortete er eine viel gelobte Inszenierung von Felix Mitterers Altersheim-Tragödie „Sibirien“ mit Fritz Muliar.
Zu den mittlerweile weniger bekannten Stationen im Leben des späteren Kulturstaatssekretärs zählt auch seine Zeit als Extrem-Punkrock-Sänger und Songwriter. Unter anderem veröffentlichte er die Alben Morak (Covergestaltung: Gottfried Helnwein), Morak’n’Roll und Sieger sehen anders aus. In seinen musikalischen Werken und auch bei seinen Live-Performances setzte sich Morak auf sehr drastische Weise mit der katholischen Kirche, Inzest, Pädophilie, Suizid, diversen Geisteskrankheiten und anderen brisanten Themen auseinander.

## Politische Karriere
Am Burgtheater setzte sich Morak als Personalvertreter gegen den künstlerischen Direktor Claus Peymann für Rechte und ersessene Privilegien des Ensembles ein. Dabei begab er sich zusehends und bis zur eigenen künstlerischen Beschädigung in Fundamentalopposition, indem er immer mehr Rollenangebote zurückwies (unter anderem die Uraufführung von Peter Turrinis „Tod und Teufel“).
Von 1994 bis zum Beginn der Haider-Schüssel-Koalition im Frühjahr 2000 war Morak Abgeordneter zum Nationalrat und zudem Mitglied des ORF-Kuratoriums (21. März 1995 bis 29. Februar 2000). Zwischen Februar 2000 und Jänner 2007 war er Staatssekretär für Kunst und Medien im Bundeskanzleramt in den schwarz-blauen Regierungen von Bundeskanzler Wolfgang Schüssel (ÖVP). Anschließend war Morak bis Oktober 2008 erneut Nationalratsabgeordneter. Nachdem ihm bei der Nationalratswahl 2008 der Einzug in den Nationalrat nicht mehr gelungen war, ging er mit 62 Jahren in Frühpension.

## Privates
Moraks Sohn ist Leadsänger der Wiener Ska-Band PBH Club.

## Diskografie

### Alben
- 1980: Morak
- 1981: Morak ’n Roll
- 1983: Sieger sehen anders aus
- 1993: Herzstillstand
- 1998: Master Series (Compilation)
- 2018: Leben frisst rohes Fleisch

### Singles
- Schizo (1980)
- Wo ist der Chef (1981)
- Himbeereis (1980, von der LP Morak)
- Tanzmusik (1983, von der LP Sieger sehen anders aus)

## Auszeichnungen
- 1985 Kainz-Medaille
- 1988 Albin-Skoda-Ring
- 2003 Großes Silbernes Ehrenzeichen am Bande für Verdienste um die Republik Österreich[2]
- 2006 Fürst-Branimir-Orden mit Halsband[3]